# Minowa Yoshinobu
Minowa Yoshinobu (sinh ngày 2 tháng 6 năm 1976) là một cầu thủ bóng đá người Nhật Bản.

## Đội tuyển bóng đá quốc gia Nhật Bản
Minowa Yoshinobu thi đấu cho đội tuyển bóng đá quốc gia Nhật Bản từ năm 2005.

## Thống kê sự nghiệp
| Đội tuyển bóng đá Nhật Bản | Đội tuyển bóng đá Nhật Bản | Đội tuyển bóng đá Nhật Bản |
| Năm                        | Trận                       | Bàn                        |
| -------------------------- | -------------------------- | -------------------------- |
| 2005                       | 1                          | 0                          |
| Tổng cộng                  | 1                          | 0                          |